# Buda-Makiivka, Smila
Buda-Makiivka (în ucraineană Буда-Макіївка) este un sat în comuna Makiivka din raionul Smila, regiunea Cerkasî, Ucraina.

## Demografie
Componența lingvistică a localității Buda-Makiivka
     Ucraineană (98,44%)
     Alte limbi (1,55%)
Conform recensământului din 2001, majoritatea populației localității Buda-Makiivka era vorbitoare de ucraineană (98,44%), existând în minoritate și vorbitori de alte limbi.